# Gert Frank
Gert Frank (Hobro, 15 de março de 1956 – 19 de janeiro de 2019) foi um ciclista dinamarquês que participou em competições do ciclismo de estrada e pista.

## Amador
Nos Jogos Olímpicos de 1976, em Montreal, Frank conquistou a medalha de bronze competindo nos 100 km de contrarrelógio por equipes, junto com Verner Blaudzun, Jørgen Hansen e Jørn Lund.

## Profissional
Frank também venceu várias corridas de seis dias do ciclismo de pista, incluindo a corrida de Seis Dias de Gante, com Jørn Lund.
Falecido em 2019 aos 62 anos de idade.